# 3887 Gerstner
3887 Gerstner este un asteroid din centura principală, descoperit pe 22 august 1985 de Antonín Mrkos.